# Филикайя, Винченцо да
Винченцо да Филикайя (итал. Vincenzo da Filicaja; 30 декабря 1642, Флоренция — 24 сентября 1707, Флоренция) — итальянский поэт, автор патриотических канцон и сонетов, член Академии делла Круска и Аркадской академии; один из зачинателей итальянского классицизма.

## Биография и творчество
Происходил из флорентийской сенаторской фамилии; учился в Пизанском университете, получил юридическое образование. В своих сонетах воспевал сначала любовь; когда же любимая им женщина умерла, он принялся за религиозные и патриотические сюжеты.
После освобождения осаждённой турками Вены Яном Собеским (1683) написал несколько канцон, посвящённых прославлению победы христианского мира над мусульманским. Живя постоянно в деревне, он не издавал своих произведений и показывал их лишь избранным. Случайно они попались на глаза герцогу Тосканы Козимо III, который пришёл от них в восторг и показал их Собескому и королеве Христине Шведской. Последняя приняла в поэте большое участие и ввиду его бедности взяла на себя заботы о воспитании его сыновей. Филикайя занимал административные должности в Тоскане. Герцог Козимо возвёл его в звание сенатора. Хорошо обеспеченный, Филикайя принялся за издание своих сочинений, законченное уже после его смерти его сыном.
Из стихотворений Филикайя наибольшей известностью пользуется сонет 83-й, в котором он оплакивает бедствия Италии и сожалеет о том, что Италия слишком прекрасна, вследствие чего делается добычей хищников, и слишком слаба, чтобы быть в состоянии бороться с ними и прогнать их (здесь встречается знаменитый стих: «Deh fossi tu men bella, о almen piu forte!»). Сонет был переведён Байроном в «Чайльд-Гарольде» (песнь IV).
Стихи Филикайя отличаются пластичностью и музыкальностью.

## Издания
- «Poesie e lettera di Vincenzo da Filicaja» (Флоренция, 1864).